# Challenger de Tenerife 2025
El torneo Tenerife Challenger 2025 fue un torneo de tenis perteneció al ATP Challenger Tour 2025 en la categoría Challenger 75. Se trató de la 8ª edición; el torneo tuvo lugar en la ciudad de Tenerife (España), desde el 3 hasta el 9 de febrero de 2025 sobre pista dura al aire libre.

## Jugadores participantes del cuadro de individuales
| Preclasificado | País                    | Jugador              | Rank1 | Posición en el torneo |
| 1              | Bandera de Alemania     | Dominik Koepfer      | 118   | Segunda ronda         |
| 2              | Bandera de Finlandia    | Emil Ruusuvuori      | 141   | Primera ronda         |
| 3              | Bandera de España       | Pablo Carreño        | 151   | CAMPEÓN               |
| 4              | Bandera de Portugal     | Henrique Rocha       | 161   | Semifinales           |
| 5              | Bandera de España       | Alejandro Moro Cañas | 163   | FINAL                 |
| 6              | Bandera de Lituania     | Vilius Gaubas        | 192   | Cuartos de final      |
| 7              | Bandera del Reino Unido | Jan Choinski         | 195   | Primera ronda         |
| 8              | Bandera de Austria      | Lukas Neumayer       | 219   | Primera ronda         |

- 1 Se ha tomado en cuenta el ranking del 27 de enero de 2025.

### Otros participantes
Los siguientes jugadores recibieron una invitación (wild card), por lo tanto ingresan directamente al cuadro principal (WC):
- Pablo Llamas Ruiz
- Iñaki Montes de la Torre
- Bernabé Zapata

Los siguientes jugadores ingresan al cuadro principal tras disputar el cuadro clasificatorio (Q):
- Nicolás Álvarez Varona
- Pedro Cachin
- Giovanni Fonio
- Christoph Negritu
- Lukáš Pokorný
- Arthur Reymond

## Campeones

### Individual Masculino
- Pablo Carreño derrotó en la final a  Alejandro Moro Cañas por 6–3, 6–2

### Dobles Masculino
- Íñigo Cervantes /  Daniel Rincón  derrotaron en la final a  Nicolás Álvarez Varona /  Iñaki Montes de la Torre por 6–2, 6–4